# Espolla
Espolla es un municipio español de la comarca del Alto Ampurdán en la provincia de Gerona, Cataluña. Su término municipal se extiende desde las vertientes del sur de la sierra de la Albera, hasta la planicie ampurdanesa. Sus cimas más altas son: el Puig de Pastors (1173 m) y el Roc de Tres Termes (1156 m).
Su fuente de riqueza es la ganadería y sobre todo el cultivo de la viña y la elaboración del vino en la cooperativa vinícola más antigua de la comarca, sus caldos son de alta calidad con Denominación de Origen Ampurdán.
De sus olivos se obtiene un aceite con Denominación de Origen Aceite del Ampurdán.
Dentro de su término se encuentran un gran número de dolmenes y menhires, exponente de antiguos asentamientos de otras civilizaciones. Buena parte de su término está protegido dentro del Paraje Natural de Interés Nacional de La Albera.

## Núcleos de población

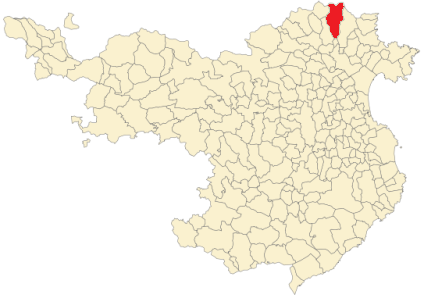
Situación de Espolla en la provincia de Gerona.

Actualmente, además del núcleo urbano, hay dos núcleos de población más. Uno disperso formado por masías alrededor del antiguo municipio de Baussitges y otro en el vecindario de Els Vilars, formado por un grupo de una veintena de casas. En ambos casos hay población fija, además de estacional.
El núcleo urbano principal tiene un centro antiguo con calles estrechas y empinadas alrededor de la iglesia parroquial de Sant Jaume del siglo XVIII. En la plaza, delante de la iglesia, se ha emplazado un dolmen de los numerosos que posee este municipio. Dentro de su núcleo urbano se encuentra el castillo medieval y de la misma época una casa fortificada con una gran torre rectangular de los siglos XIV-XV.

## Demografía
Espolla cuenta con una población de 412 habitantes (INE 2024).
| Gráfica de evolución demográfica de Espolla entre 1842 y 2021 |
| |
| Población de derecho según los censos de población del INE Población de hecho según los censos de población del INEEntre el censo de 1857 y el anterior, crece el término del municipio porque incorpora a Bausitges |

| 1497 | 1515 | 1553 | 1717 | 1787 | 1857 | 1877 | 1887 | 1900 |
| ---- | ---- | ---- | ---- | ---- | ---- | ---- | ---- | ---- |
| 24   | —    | 18   | 161  | 454  | 1149 | 1118 | 1065 | 990  |

| 1910 | 1920 | 1930 | 1940 | 1950 | 1960 | 1970 | 1981 | 1990 |
| ---- | ---- | ---- | ---- | ---- | ---- | ---- | ---- | ---- |
| 954  | 1004 | 718  | 670  | 725  | 592  | 542  | 420  | 399  |

| 1992 | 1994 | 1996 | 1998 | 2000 | 2002 | 2004 | 2006 | — |
| ---- | ---- | ---- | ---- | ---- | ---- | ---- | ---- | - |
| 398  | 393  | 396  | 376  | 373  | 382  | 380  | 367  | — |

## Lugares de interés

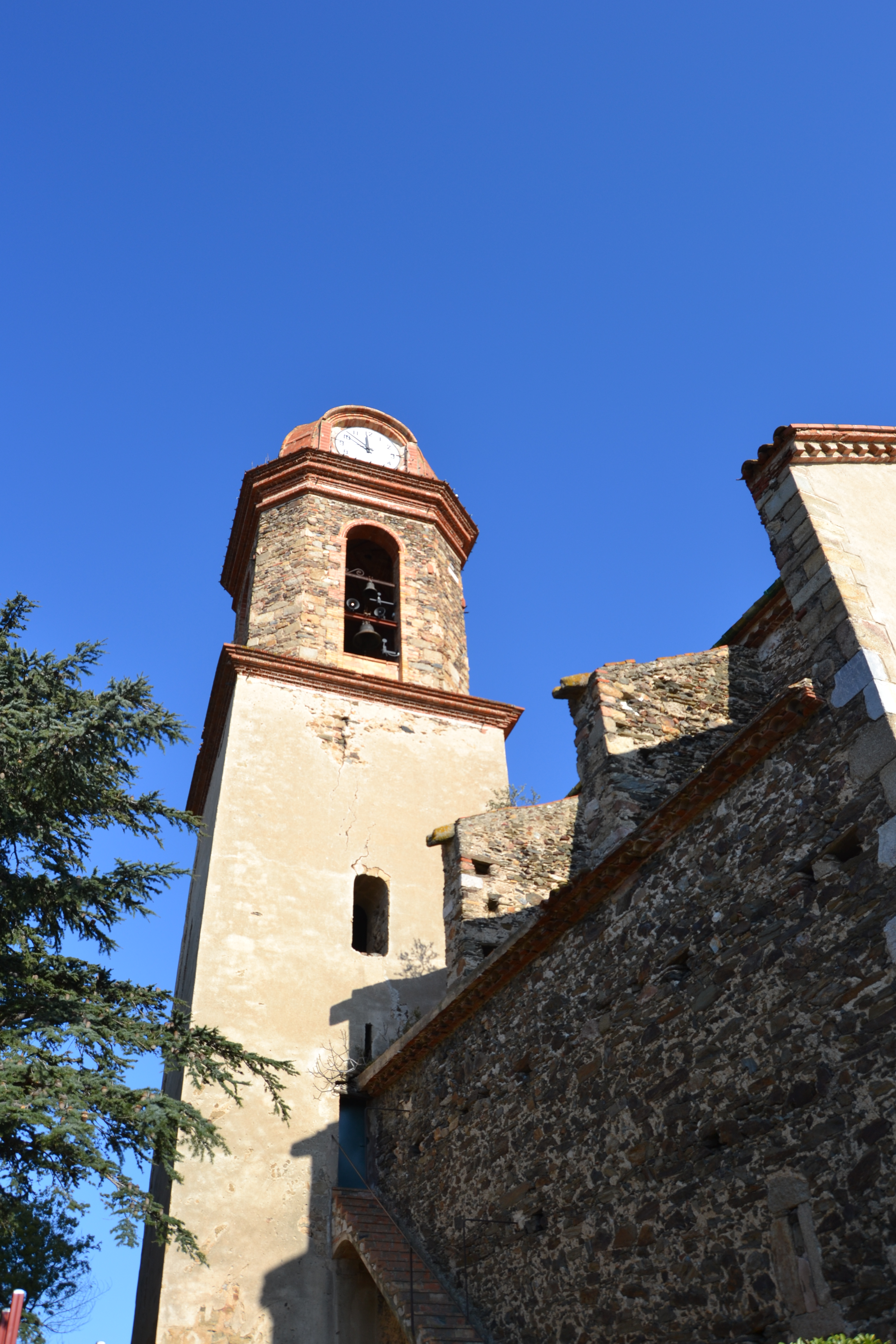
Iglesia parroquial de San Jaime.

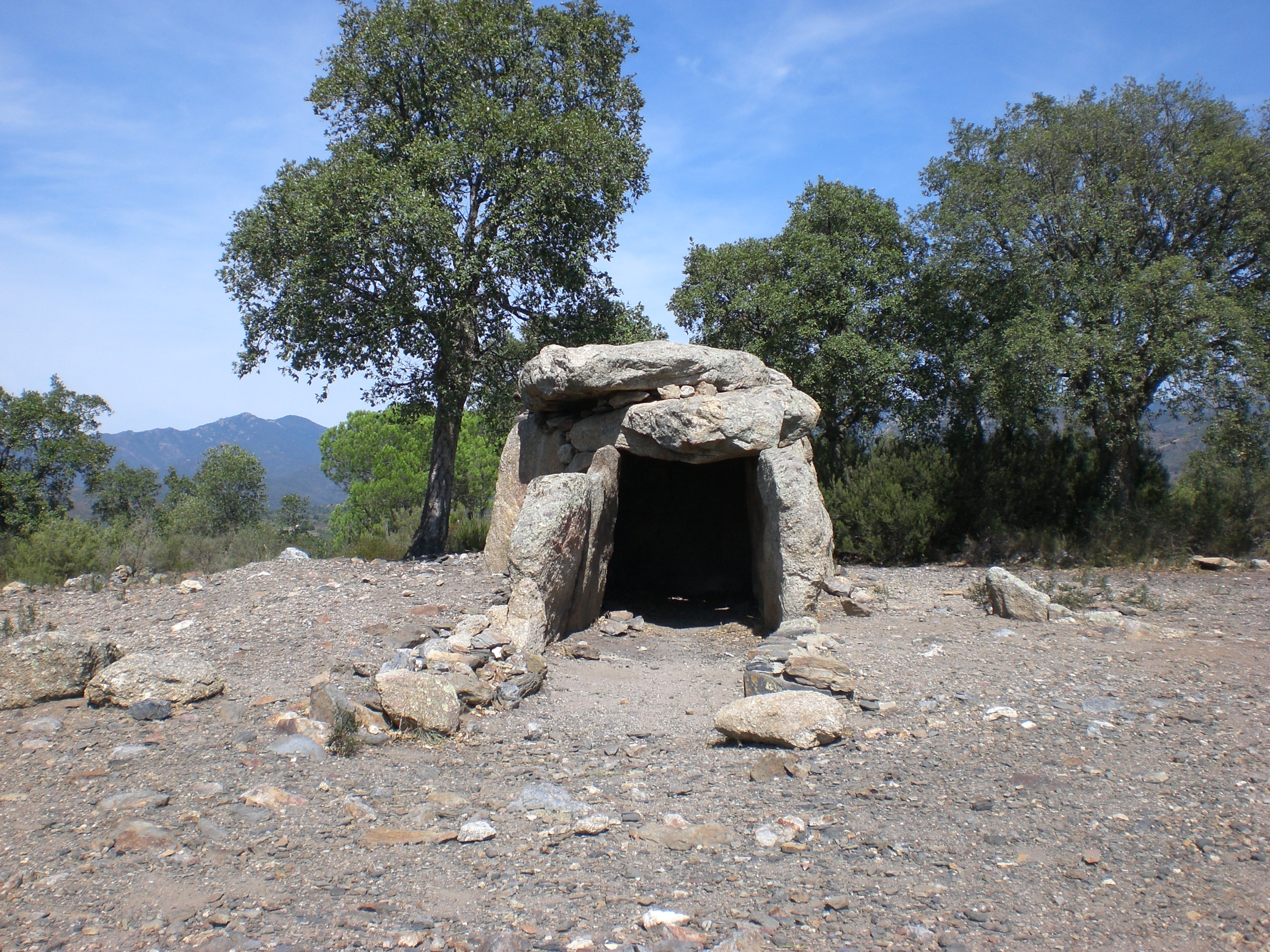
Dolmen de la Cabana Arqueta.

Dentro del núcleo urbano se encuentran:
- Iglesia parroquial de Sant Jaume. Siglo XVIII
- Castillo de Espolla. Siglo XIII-XIV
- Cal Marquès, casa fortificada de origen medieval.
- Societat La Fraternal. Edificio de principios del siglo XX con elementos modernistas.
- Celler Cooperatiu d'Espolla. Edificio de la década de 1920 con elementos modernistas.
- Centro de información del Paraje Natural de Interés Nacional de La Albera

En el término municipal podemos encontrar:
- Ermita de Sant Martí de Baussitges, prerrománica, siglo IX o X.
- Ermita de Sant Miquel de Freixe, del siglo XI.
- Ermita de Sant Genís de Esprac , siglo XII.
- Capilla prerrománica de Sant Pere dels Vilars, siglos IX o X.
- Necrópolis hallstática de Els Vilars.
- Dolmen de la Cabana Arqueta
- Dolmen de la Gutina/Puig del Pal
- Dolmen de la Font del Roure
- Dolmen dels Cantons
- Dolmen d'Arreganyats
- Dolmen de les Morelles
- Dolmen del Barranc
- Dolmen de Puig Balaguer
- Dolmen de Mas Girarols I
- Dolmen de Mas Girarols II
- Menhir del Castellà